# Battaglia di Flambro
La battaglia di Flambro fu uno degli scontri nel contesto dello sfondamento a Caporetto che vide coinvolto il 2º Reggimento "Granatieri di Sardegna" guidato dal colonnello Emidio Spinucci contro il 52º fanteria Von Jena che stava incalzando la 3ª armata in ripiegamento.
La battaglia portò all'annientamento del battaglione italiano.

## Antefatto
Il 27 ottobre 1917 venne dato l'ordine di ripiegamento alla 3ª armata,  il compito di retroguardia venne assegnato alla 4ª divisione comandata dal generale Giuseppe Paolini di cui faceva parte la Brigata Granatieri di Sardegna,  a cui venne assegnata la prima linea di sosta sul fiume Torre nella zona Romans, arretrando di 25 km rispetto al fronte fino allora conquistato in 2 anni di sanguinose battaglie.
Il comandante della Brigata Granatieri di Sardegna era il colonnello Gastone Rossi, comandante della 1ª Granatieri era il tenente colonnello Rosario Mussara e comandante del 2º Granatieri il colonnello Emidio Spinucci.
Gli eventi precipitarono, al generale Paolini viene comandato di raggiungere la seconda linea di sosta sul torrente Cormor intorno a Lestizza a oltre 27 km dalla linea del Torre, che doveva essere tenuta fino a quando le retroguardie della 3ª Armata non avessero raggiunto il fiume Tagliamento.
Il giorno 28 intorno alle 17:00 inizia il ripiegamento della 4ª Divisione sulla linea del Cormor mentre il grosso della 3ª Armata aveva raggiunto la linea del fiume Corno intorno a Gonars.
La Brigata Granatieri di Sardegna arriva a Lestizza da Romans il giorno 29 ottobre poche ore prima dell'alba dopo una notte di marcia sotto una pioggia continua.
Il giorno 28 ottobre Udine veniva occupata dalla 14ª Armata di Otto Von Below, mentre da est avanzava la 2ª Armata dell'Isonzo di Boroevich, la situazione era gravissima. 
Il giorno 29 la linea del Cormor era così predisposta: 
Comando Brigata a Talmassons
- 1ª Granatieri il Comando si stabilì a Flambro, e i soldati della I e III Brigata furono collocati nella zona di Codroipo con fronte a nord, mentre la II Brigata fu posta a Pozzecco.

- 2ª Granatieri con Comando a Lestizza e gli uomini della II e III Brigata appostati in delle trincee tra Mortegliano e Lestizza.

Le compagnie di mitragliatrici di Brigata si schierarono a sbarramento della strada di Sclaunicco, mentre sulla destra della Brigata Granatieri si schierò la Brigata Veneto.
In seguito allo sfondamento delle sbarramento italiano nella battaglia di Pozzuolo del Friuli e alla rapida avanzata notturna della 5ª divisione germanica le forze italiane si fecero sorprendere su due fronti contemporaneamente, venendo completamente distrutte.